# 木村晟
木村 晟（きむら あきら、1934年4月7日 - ）は、日本の国語学者、駒澤大学名誉教授。

## 人物
滋賀県中主町（現野洲市）生まれ。近江兄弟社学園を経て、1957年日本大学文学部国文学科国語学専攻卒業。桜美林大学講師、神戸女子大学助教授、駒澤大学文学部助教授、教授、2002年「中世韻書の基礎的研究」で日大文学博士。2005年駒沢大を定年退職、名誉教授。近江野田教会は母教会。東京都東久留米市の久留米キリスト教会会員。
日本の古辞書の研究が専門だが、近江兄弟社に関する単著がある。

## 著書
- 『中世辞書の基礎的研究』汲古書院 2002 駒澤大学国語研究資料 別巻
- 『神への讃歌 ヴォーリズと満喜子の祈りと実践の記』聖母の騎士社 聖母文庫 2010
- 『帰天していよいよ光彩を放つ勇者のスピリット 平和の使者W.メレル・ヴォーリズの信仰と生涯』聖母の騎士社 聖母文庫　2010
- 『近江兄弟社学園をつくった女性 一柳満喜子』港の人 2012
- 『すべては主の御手に委ねて ヴォーリズと満喜子の信仰と自由』聖母の騎士社 聖母文庫　2012
- 『高橋虔と近江兄弟社学園』港の人 2012

### 校訂・共編
- 『平家物語 平松家旧蔵本』山内潤三共編　古典刊行会 1965
- 『日本館訳語 本文と索引』大友信一共編 洛文社 1968
- 『海外奇談国語解 吾妻鏡補所載 本文と索引』大友信一共編輯 小林印刷出版部 1972 国語資料『本文と索引』叢刊
- 『弘治五年板伊路波 本文と索引』大友信一,山内潤三共編 洛文社 1972 古典刊行会叢書
- 『東語入門 本文と索引』陳天麒編著 大友信一共編輯 小林印刷出版部 1972 国語資料『本文と索引』叢刊
- 『日本一鑑 本文と索引』大友信一共編 笠間書院 笠間索引叢刊 1974
- 『極楽願往生歌 明恵上人歌集 本文と索引』山田巌共編 笠間書院 笠間索引叢刊 1977
- 『琉球館訳語 本文と索引』大友信一共編 小林印刷出版部 古典刊行会叢書 1979
- 『日本一鑑「名彙」 本文と索引』大友信一共編 笠間書院 笠間索引叢刊 1982
- 『歎異抄 本文と索引』山田巌共編 新典社索引叢書 1986
- 『水無瀬三吟百韻・湯山三吟百韻 本文と索引』編 笠間書院 1990
- 『幼学指南抄 故宮博物院蔵』共編 東豊書店 1990 中日交流叢書
- 『平他字類抄 本文と索引』編 笠間書院 笠間索引叢刊 1991
- 里村紹巴『連歌至寳抄』渡邊剛毅監修 共編輯 東豊書店 1991 中日交流叢書
- 『外史譯語 第1冊 本文篇』大森惟中,庄原和纂輯 渡邊剛毅監修 共編輯 東豐書店 1992 中日交流叢書
- 『韻字之書 宮内庁書陵部蔵』編 翰林書房 1993 古辞書研究資料集成
- 『西來寺蔵仮名書き法華経 影印編』近藤良一,萩原義雄共編 [リョウ]伽林 1993
- 『原本玉篇 中華民国国立故宮博物院蔵 零簡』顧野王撰述 渡邊剛毅監修 共編輯 [リョウ]伽林 1994 臨南寺学術研究資料集成
- 『古今韻會挙要小補 博多東林寺蔵明版』全5巻　共編輯 近思文庫 1994
- 『古辞書の基礎的研究 山内潤三教授・木村晟教授学術研究奨励記念』学術研究奨励記念刊行会編 翰林書房 1994 古辞書研究資料集成
- 『禅籍抄物火尭和尚再吟略注』共編 翰林書房 1994
- 『臨南寺蔵仮名書き四書』渡邊剛毅監修 片山晴賢,渡會正純共編輯　[リョウ]伽林 1994 臨南寺学術研究資料集成
- 『真名本伊勢物語』建部綾足校訂 共編 翰林書房 1995
- 『臨南寺蔵慶安元年版新撰類聚往来』渡邊剛毅監修 片山晴賢,渡會正純共編輯 [リョウ]伽林 1995 臨南寺学術研究資料集成
- 中御門宣胤編纂『類葉抄』橋本大心監修 片山晴賢,渡會正純共編輯 東光山文庫 1996
- 『古辞書研究資料叢刊』全31巻 編 大空社 1995-97
- 『打聞集 本文と漢字索引』編 大空社 1998 国語国文学術研究書シリーズ
- 『押韵 古辞書 国立国会図書館蔵』近藤良一監修 草なぎ高興,片山晴賢共編 大空社 1998 国語国文学術研究書シリーズ
- 谷川士清撰述『版本和訓栞』大友信一監修 三澤成博共編　大空社 1998 古辞書影印資料叢刊
- 『漢和三五韻の研究 資料篇』大友信一監修 辜玉茹共編輯 港の人 2000 古辞書研究文献
- 『古辞書影印文献』全6輯　大友信一,片山晴賢共編輯 港の人 1999-2001
- 『聯句連歌と韻書の研究 資料篇』大友信一監修 辜玉茹共編輯 港の人 2001 古辞書研究文献
- 『近代日本方言資料集 郡誌編』全8巻 古瀬順一,田中宣廣共編 港の人 2005-2010
- 『江戸期女性語辞典 『女中詞』『大和言葉』『増補大和言葉』影印と索引』編著 港の人 2006
- 『江戸期女性語辞典 2 (『女節用集文字嚢』影印と索引)』編著 港の人 2008
- 『京都女子大学図書館吉澤文庫蔵節用集』近藤良一監修 片山晴賢,相澤貴之共編輯 港の人 2008 北大寺学術研究書
- 『国立国会図書館蔵岡田希雄旧蔵本節用集』近藤良一監修 片山晴賢共編 港の人 2011 北大寺学術研究書
- 『天理図書館蔵阿波国文庫旧蔵本節用集』近藤聖欣監修 片山晴賢共編 港の人 2012 北大寺学術研究書

### 記念論文集
- 『近思学報・史料と研究 木村晟博士古稀記念』近思文庫 編輯 港の人 2004

## 参考
- [ISBN　978-4-88216-336-7]
- 『現代日本人名録』2002
- 木村晟先生略歴・著述目録 (木村晟先生退任記念号) 駒澤國文 2005-02